# Monica Frassoni
Monica Frassoni (Veracruz (Mexico), 10 september 1963) is een Italiaans-Belgische politica die van 2009 tot 2019 co-voorzitter was van de Europese Groene Partij.

## Levensloop
Frassoni werd gegradueerde in de politieke wetenschappen en internationale betrekkingen aan de Universiteit van Florence. In 1983 werd ze in Florence actief bij de Europese Federalistische Beweging en in 1987 werd ze verkozen tot algemeen secretaris van de Europese organisatie van de Jonge Europese Federalisten, waarna ze naar Brussel verhuisde. Daarna was ze van 1991 tot 1993 voorzitter van het Europese Coördinatiebureau van Jeugdngo's. Van 1990 tot 1999 werkte ze als adviseur institutionele zaken voor de Groene Fractie in het Europees Parlement.
Van 1999 tot 2009 zetelde Frassoni in het Europees Parlement: van 1999 tot 2004 voor het Belgische Ecolo en van 2004 tot 2009 voor het Italiaanse Federazione die Verdi. Van 2002 tot 2009 was ze in het parlement samen met Daniel Cohn-Bendit co-voorzitter van de fractie van De Groenen/Vrije Europese Alliantie. Van 2009 tot 2019 was ze co-voorzitter van de Europese Groene Partij.
In 2010 werd ze samen met Cécile Duflot, Renate Künast en Marina Silva geplaatst op de lijst van de 100 meest invloedrijke werelddenkers, omdat ze groene politiek mainstream hebben gemaakt.
In 2014 was ze een van de vier leden van de Europese Groene Partij die zich in de Green Primary kandidaat stelden voor het Spitzenkandidaatschap voor het voorzitterschap van de Europese Commissie. De verkiezingen, waar iedere Europeaan van 16 jaar en ouder mocht stemmen, werden uiteindelijk gewonnen door Ska Keller en José Bové.
Frassoni is tevens sinds 2011 voorzitter van de European Alliance tot Save Energy, een alliantie van politici en leidende bedrijven om de energie-efficiëntie in de hele Europese Unie te verbeteren en sinds 2013 voorzitter van de non-profitorganisatie European Centre for Electoral Support, dat zich richt op de verbetering van de werking van de democratie door advies te verlenen en operatieve ondersteuning te bieden aan bestuursorganen betrokken bij de organisatie van verkiezingen, burgerverenigingen actief in burgerschaps- en verkiezingseducatie, media, veiligheidsdiensten, politieke partijen en parlementen en bemiddelaars gespecialiseerd in het oplossen van verkiezingsconflicten. Sinds 2021 is zij eveneens senior advisor bij het pr- en adviesbureau Teneo en sinds 2024 is ze geassocieerd onderzoekster bij de denktank Europe Jacques Delors, waar ze zich focust op de beleidsdomeinen groene diplomatie en agrovoedingsbeleid.
Bij de gemeenteraadsverkiezingen van 2018 werd ze verkozen tot gemeenteraadslid van de Brusselse gemeente Elsene, waar ze van maart 2020 tot aan het einde van haar mandaat in december 2024 voorzitter van de gemeenteraad was. Bij de gemeenteraadsverkiezingen van oktober 2024 raakte ze niet verkozen.